# Anthony Prymack
Anthony Prymack (24 marzo 1990) è uno schermidore canadese.

## Palmarès
In carriera ha conseguito i seguenti risultati:
- Giochi Panamericani:

Guadalajara 2011: argento nel fioretto a squadre e nella sciabola a squadre.